# Pauline Duarte
Pauline Duarte (Sarcelles) foi a primeira mulher negra a dirigir uma editora musical de rap em França. Em 2021 foi distinguida pela revista Variety como uma das 50 mulheres mais influentes na indústria musical internacional. 

## Biografia
Pauline Duarte nasceu em França, em Sarcelles, um dos subúrbios de Paris. Filha de cabo-verdianos, é irmã do rapper francês Stommy Bugsy, parte integrante do grupo Ministério AMER.   Frequentou o Instituto das Profissões da Música após se ter formado em Comunicação. Ficou a trabalhar na Columbia durante nove anos, após ter realizado lá ter realizado um estágio. Lá trabalha com vários artistas que chegam a disco de ouro.
Assumiu a direção da editora Def Jam France em 2019 e de seguida passou para a Epic Records, uma sucursal francesa da Sony Music Entertainment, onde se torna na primeira mulher negra a dirigir uma editora musical de rap.
Ao longo da sua carreira, Pauline trabalhou com vários artistas, nomeadamente: Beyoncé, Indochine, Kaaris, Koba LaD, Natasha St-Pier, SCH, Tina Arena e Yannick Noah.

## Prémios e reconhecimentos
Tinha 39 anos quando foi considerada pela revista Variety como uma das 50 mulheres mais influentes na indústria musical internacional.

## Ligações Externas
- Underground Explorer | Pauline Duarte (2021)